# Hsu Ching-wen
Hsu Ching-wen (Kaohsiung, 19 agosto 1996) è un'ex tennista taiwanese.
Hsu ha vinto 5 titoli nel singolare e 12 titoli nel doppio nel circuito ITF in carriera. Hsu ha raggiunto la sua migliore posizione nel singolare WTA, nr 317, il 21 marzo 2016. Mentre il 9 gennaio 2017 ha raggiunto il miglior piazzamento mondiale nel doppio, nr 163.
Hsu ha debuttato nel tour WTA all'Open di Taipei 2012 nel doppio. Ha giocato otto incontri con la squadra di Taipei Cinese di Fed Cup vincendone tre.